# المسجد الأبيض (تومسك)
المسجد الأبيض هو أحد المساجد في مدينة تومسك بروسيا، بُني في عام 1913.

## تاريخ
كان يصلي فيه المسلمون، وأُغلق في عام 1930، ثم أعيد بنائه مرة أخرى عام 1990 وافتتح مرة أخرى عام 1999 بعد الانتهاء من أعمال الترميم والصيانة، ويعتبر المسجد الأبض من أكبر المساجد في المدينة ويتميز بتصميمه ذي الطراز الآسيوي المميز.